# 薄片杜鹃
薄片杜鹃（学名：Rhododendron tenuilaminare）为杜鹃花科杜鹃花属下的一个种。

## 扩展阅读
- 維基物種上的相關：薄片杜鹃